# Literatura irlandesa antiga

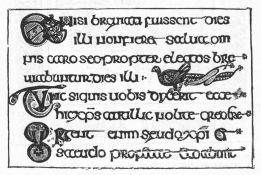
Text en irlandès antic (s. VIII)

La Literatura irlandesa antiga és una de les literatures vernacles més antigues d'Europa occidental, encara que es troben inscripcions que utilitzen l'irlandès i el llatí a les pedres d'Ogham que daten del segle IV, indicant l'ús simultani d'ambdues llengües en aquest període de l'antiguitat tardana. Un nombre significatiu de préstecs en irlandès d'altres llengües indoeuropees, inclosos, entre d'altres, el llatí i el grec, s'evidencia a Sanas Cormaic, que data del segle ix. Dos dels primers exemples de literatura des d'una perspectiva irlandesa són Saint Patrick's Confessio i Carta a Coroticus, escrites en llatí en algun moment del segle v i conservades al Llibre d'Armagh.
La Literatura irlandesa antiga tracta de la literatura irlandesa feta en gaèlic irlandès durant l'edat mitjana fins al segle xvii. Es considera que fou l'edat d'or de la literatura irlandesa. El període modern de la literatura gaèlica, amb el reviscolament gaèlic, és recollida en l'article literatura irlandesa moderna.
L'escrit en gaèlic irlandès més antic es troba al manuscrit de Würburg, i data potser del 700.

## Període antic
Durant l'alta edat mitjana (segles VIII-X), període conegut també com de l'irlandès antic destacaria en poesia, destacaren el líric Flann Mac Conain, Maelmohr (amb una història de la invasió normanda), Eochain O Flainn (amb una cronologia d'Ulaidh), el geògraf Cormacan, Conn nUa Lochcainn de Tara, Flann Mainstrech (annalista), Colman Ua Sesnain, Neide Ua Mael Chonaire, Gillh Moduda O Casidi i Guillh Na Noem Duinn. Les obres més importants, però, són el Faeth fiada (El crit del cérvol) del segle v, atribuït a sant Patrici d'Irlanda, els Amra (Elogis) de Sant Columba, fets pel rigoliam (poeta oficial) Dallan Forgaill, en estil retòric, Trondam Guaire (Els convidats emprenyadors de Guaire), de caràcter satíric, Caht Paugur bau (El gat blanc) d'un poeta anònim, Felire (Calendari d'Oengus Mac Aengobann) del 800, sobre les festivitats, les estacions de l'any i els fires, el Saltair na Rann (Psalteri de Rann), història bíblica feta en debide (poemes tallats en dos), Fianna batar i nEmain (Els guerrers que anaven a Emain), de caràcter històric i mitològic, composta per Cinaed Ua Artacain (m. 975), Dindshenchus, antologia històrica en prosa i vers, Scuap Schrabuid (Devoció sagrada) de Colgu de Clonmacnoise (m. 796), mestre d'Alcuí de York i els himnes de Colman (n. 662), Ultan (m. 656) i Fracc (m. 500).
També foren importants les sagues de caràcter retòric, mitològiques i històriques, recollides en Leabhar na hUidre (Llibre de la Vaca Bruna), compilat el 1106, poesia rítmica amb incorporacions posteriors, recopila el cicle fenià, Leabhar na Laigineach (Llibre de Leinster), compilat el 1150, La Tain Bo Cuailnge (Incursió al ramat de Cooley) del segle VII-VIII, poema èpic comparable a l'Eneida, Oidheadh Cloinne Lir (Els nens de Lir), romanç sobre els fills de Tuireann, Scel Mucce Mic da Tho (Història del porc de Mac Datho), sobre competicions i caceres, Iomramh Brain Mac Febail (El viatge de Brendan), editat el 1895 com Imram Brain Maic Tibail, sobre els viatges del famós sant, Iomramh Curaigh Maoile Duin (Viatge de la barca de Muldoon), potser del segle viii, Tochmarc Etaine (La cort d'Etain), editat el 1935, descriu un regne immortal de l'esposa de Midir i Eochaid Airem.
i Fergus Finnbheoil (Fergus l'eloqüent), poema de 32 versos.

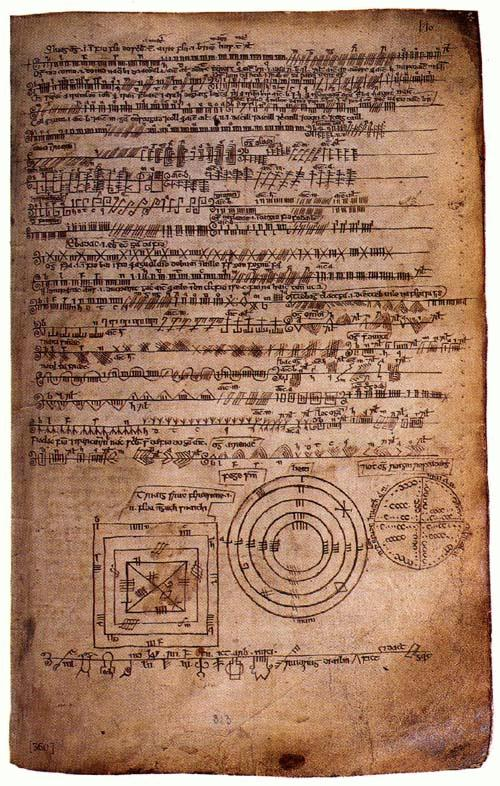
Pàgina del Llibre de Ballymote.

Altres creacions foren Togail Troi (La presa de Troia), traducció d'un clàssic, Brigitbe bithnue (La llengua sempre nova), Fis Adamnain (Visió d'Adamnan), escrit pel sant de l'abadia d'Iona, Aislinge Meic con Glinne (Visió de Mac Conglin), visió d'un malalt de golafreria, Auraicept na Neces (Cartilla escolar), vocabulari amb instruccions de mètrica, considerat com a la primera gramàtica i proporcionada per Sant Cormac de Cashel (m. 908), el Leabhar Gabhala Érenn (Llibre de les conquestes d'Irlanda), el Senchas Mor (El gran llibre de les lleis) codificat per sant Patrici d'Irlanda i Leabhar Na y Ceart (Llibre dels Drets), compilació de les lleis brehones. També destacaren els Mag Mell (Planura de les delícies), Tir Tairngiri (Terra de promissió) i Tu Na nOc (Terra de Joventut) sobre fets sobrenaturals; Imram na Corra, Imram Curaig Maelduin i Imram Snedgusa Ocers Mac Riagla, sobre viatges; Fotho Coltra Cnucha i Siaburcharpat Cemcleulains, del cicle fenià, així com el Serliga Conculaid. Pel que fa als cicles mitològics irlandesos, altres foren Longes Mac n Uislenn (Exili dels fills d'Uisliu) sobre Deirdre i Noisi, Toraigheach Dhiarmada agus Gharainne, Cath Maige Tuired (Batalla de Mag Tuired), en la qual els danaans venceren els foromeus i el Cath Maigfe Rath (Batalla de Moira) sobre la bogeria de Suibhe.

## Període mitjà
Durant aquest període, també conegut com de l'irlandès mitjà, els filidh foren substituïts pels bards, units en famílies hereditàries que transmitien els poemes i costums gaèlics. En vers bàrdic s'adoptaren reformes mètriques, poc monòtones i influïdes per l'amor cortès i la temàtica provençal, com el Dantha Grada, recollit el 1926 per T. F. O'Rahilly, de caràcter amor cortès, i el Creosanacht, poesia humorística, com el sirventès.
Muireadhach Albanach O'Dalaigh (1180-1240) fou el bard més important del període.
Entre els segles XI i XI hi ha 200 obres classificades pel seu inici: Togla (conquesta), imrama (viatge per mar), Fis (visió), Tana (Incursió), Catha (batalla), Uatha (caverna), Tochmarca (demanda de matrimoni), Oitte (Mort violenta), Fessa (festa), Forbassa (setge), Echtrada (aventura), Serca (Amors), Sluadig (expedició militar) i Tochomlada (migració). Del cicle fenià, que continuà fins alguns segles més tard, podem destacar Agallamh na Senorach (Interrogatori de l'Ancià), potser del 1200, amb Oisin i Caoilte, de caràcter nostàlgic d'un passat gloriós, i rl Cath Fionntragha (La batalla de Ventry), degeneracio de l'anterior, conmposta per Fergus Mac Lethi (segle xiv).
També destacaren durant aquest període les sagues, amb personatges més moderns i herois de les lluites contra els normands. Les principals són: Cogadh Gaedhal re Gallaigh (La guerra dels irlandesos amb els estrangers) apologia de Brian Boru, Scel na Aodh Ruadh O'Domhnaill, biografia de caràcter apologètic, de Lughaidh O’Cleirig, Macgnimartha Finn (Proeses del jove Finn), i el Cicle d'Ulster, que comprèn els llibres: Leabhar baile an Mhota (Llibre de Ballymote), Leabhar Buidhe Lecain (Llibre Groc de Lecan), Leabhar Mor Lecain (Llibre Gran de Lecan) i Leabhar Brecc (Llibre de tots els colors).
Alguns dels autors destacats del període foren Gillh Brigese Mac Conmidhe, autor de poemes èpics; Donchad Mor O'Dalaigh (1175-1244), autor d'himnes a la Verge; Amergin Mac Amalgaraid, autor de la topografia Coir Anmains; obres com Caithreim Cellachain Caisil (La guerra amb els normands), i d'altres com els sermons Scela na Eserci i Scela Lai Brotha, els proverbis Tecosca Carmari i Senbriathra Jitrail, les traduccions de l'Eneida de Virgili (Imtechta Aeniusa) i de Lucà (Cath Cathaida), així com els llibres de lleis Critts Joblach, Athgabail i Cain Domnaig.
Quan a llibres d'història, destaquen els Synchronismes de Flann de Monasterboice, el poema cronològic de Gilla Caemhain (m. 1072), els Annala de Tighernach O'Braoain (m. 1088), abat de Cluam Maecu Noise; Annala an Inisfail (Annals d'Innisfallen) de Maelsuthain (m. 1079), príncep de Loch Lein, continuades fins al 1215; Annala na Ulaid per Cathal Mac Guire de Loch Erne (m. 1498); els Annala an Cillin an Chronain (Annals de Kilronan) fins al 1590 i els Annala na Connachta (Annals de Connacht) del 1223 al 1562. Altres foren Gofraidh Fionn Ó Dálaigh (1320-87), Tadhg Óg Ó Huiginn (m. 1448), Tadhg Dall Ó Huiginn (1550-91), Eochaidh Ó hEodhusa (1567-1617) i Fear Flatha Ó Gnímh (1602-40).

## Període tardívol
L'emigració, la despossessió dels nobles gaèlics i la desaparició consegüent dels bards marcaran la literatura del període, caracteritzada per la transició del dan díreach (vers estricte dels bards) a l’amhran (cançons mètriques de poetes no professionals). Dues de les darreres escoles bàrdiques, la Dámh-scoil Muscraí i Dámh-scoil na Blárnan, eren a Cork. Alguns dels darrers bards més importants del període foren Daibhi O'Bruadair (1625-1698), mort en la pobresa, Tourlough O'Carolan (1670-1738), Tadgh Dall O'Huggin (mort el 1617), Eochan Ruadh O'Suillebhain (Owen Roe O'Sullivan, 1748-1784), Aodhagan O'Rathoille (Egan O'Rahilly, 1665-1726), autor d'Aislings (Visions) i de la peça en prosa satírica Pairliment Chloinne Tomais (El parlament del Clan Thomas), i sobretot el més famós del període, Brian Mac Giolla (Brian Merriman, 1750-1805), autor del gran poema gaèlic del període, Cuirt an mheadhon oidhche (La cort de mitjanit, 1780). També destacaren els feis, una mena de jocs florals itinerants.
Alguns intel·lectuals escriviren en llatí, com Prionsias Ó Maolmhuaidh (Francis Molloy, 1614-1684) autor de Disputatio Theologica de Incarnatione Verbi (1645); Cursus Philosophiae (1666), i el poema Iubilatio Genethliaca in honorem prosperi Balthasaris Philippi Hispaniarum Principis (1658), el devocionari Lóchrann na gCreidmheacho Lucerna Fidelium (1676), i una Grammatica Latino-Hibernica (1677).
En prosa destacaren les obres de caràcter satíric i religiós dels franciscans, guardians de la llengua amb impremtes a Leuven i Londres, com Michael O'Cleary (Mícheál Ó Cléirigh 1575-1643), autor dels Annala Rioghachta Eireann (Annals dels Quatre Mestres, 1636) i Reim Rioghaidhe (Llista reial, 1630), història dels principals reis d'Irlanda; Seathruin Ceitinn (Geoffrey Keating, 1570-1646) amb Foras fearsa an Erinn (Història d'Irlanda, 1640); Florence Conry, amb Sgathan an Chrobhaidh (Mirall de pietat), Anthony Gernen amb Parthas an Esuma (Paradís de l'ànima); i el bisbe d'Armagh, Hugh Mac Caghwell (1571-1626) amb Sgathan Sacramuinthe na Aithrige (Espill del sacrament de penitència, 1618). Endemés, el 1603 restà compilada An tiomna nuad ar dTigearna ar Slanuigteodra Josa Criosd, Airna Tarruing go Firminneach as ab nGreigs nGdarac, traducció de la Bíblia sencera al gaèlic i impresa a Dublín pels bisbes Mortogoch O’Cionga (O’King) i G. O’Donnell.
Parliament na mBan (Parlament de les dones), de finals del segle xvii, fou una de les primeres mostres de prosa en el dialecte de Munster. Els darrers poetes irlandesos del període foren Dughaltach Mac Fir Bhisigh, autor de genealogies històriques; Ferfesa O'Cainti, Tadhg Mac Daire, Hugh Ward/Aodh Mac An Bhaird (1590-1635), Manghus O'Domnhaill (1500-1563) amb Beatha Cholm Cille (Sant Columbà, 1532) i Cridhe lán do smuaintighthibh, Torna Ecces, Sean O'Neachtain (1655-1728), el seu fill Tadhg O'Neachtain (1680-1750), Eoghan Ó Caoimh (1656-1726), Seán Ó Murchadha (1700-62), Mícheál Óg Ó Longáin (1766-1837), Hugh i Andrew Mac Curtain/Séamas Dall Mac Cuarta, (1647-1733), Cathal Buí Mac Giolla Gunna (1680-1756), Peadar Ó Doirnín, (1704-1769), Art Mac Cumhaigh (1738-1773), Pádraigín Haicéad (1600-54), Aindrias Mac Craith (1708-95), Donnchadh Rua Mac Con Mara (1715-1810), Antaine Ó Reachtabhra o Raiftearaí (1784-1835), Seán Ó Coileáin (1754-1817) amb el poema Machnamh an Duine Dhoilíosaigh (Reflexions de la malenconia humana), Riocard Bairéad (1740-1819), Sean O'Toomy, Sean Clarach Mac Domhnaill (1691-1754), autor de l'aisling (poema) simbòlic d'Irlanda, Róisín dubh (Rosa negra), Andrew Mac Grath, Tadhg Gaulach O'Suillebhain (1715-1795), Mícheál Coimín de Clare, autor de les Oisin na Bro na Fianna (1750), i Donough Mac Conmara, autor d’Eachtra Giolla on Amarain. Art O'Leary, antic coronel de l'exèrcit austriac, compongué el 1773 un Caoineadh (Lament) a la seva vídua Eibhlín Dubh Ní Chonail. Finalment podem nomenar Dáibhí de Barra (1757/8-1851), Pádraig Phiarais Cúndún (1777-1857), Amhlaoibh Ó Súilleabháin (1780-1837), Tomás Rua Ó Súilleabháin (1785-1848), Art Mac Bionaid (1793-1879), Aodh Mac Donaill (1802-67) i Nioclás Ó Cearnaigh (1829-74).